# Automated Processes, Inc.
Automated Processes Incorporated, скорочено API — американська компанія, виробник звукозаписувального обладнання, створена 1969 року.

## Історія
Засновником компанії став американський інженер Сол Вокер (1927—2016). Разом із групою інженерів та музикантів вони працювали над зразками новітнього музичного обладнання в середині 1960-х років. Їхній перший мікшер був проданий в нью-йоркську студію Apostolic Studios 1967 року, а 1969 року компанія, що отримала назву API (Automated Processes Incorporated), представила перший зразок модульного мікшера 500EQ — першого з серії 500 Series.
Надалі компанія залишалася одним з піонерів обладнання для професійного запису музики, виготовляючи попередні підсилювачі для мікрофонів, блоки еквалайзера, компресори, лімітери та іншу продукцію. Серед винаходів інженерів API — не тільки мікшери 500 Series, але й підсилювач з керуванням напругою (VCA, англ. voltage controlled amplifier, 1974 рік), перші у світі мікшери, запрограмовані за допомогою комп'ютера з автоматизованим керуванням еквалайзером та фейдерами (1973), перші мікшери із сенсорним екраном (1991).
Співзасновник API Сол Вокер помер 2016 року. 2019 року йому посмертно було вручено Технічну премію «Греммі». Серед інших нагород компанії — NAMM TEC Awards за ювілейне перевидання модуля API 550A й мікшер API 2448 (2020 року) та за компресор 2500+ Stereo Bus (2021 року).